# Mihael Levstik
Mihael (Miloš) Levstik, slovenski učitelj, sadjar in publicist, * 3. september 1861, Želimlje, † 16. april 1939, Celje.

## Življenje in delo
Bil je nezakonski otrok služabnice Marije Levstik. Leta 1881 je končal učiteljišče v Mariboru, nato služboval v Šmihelu nad Mozirjem (oktober 1881–marec 1887), Andražu nad Polzelo (do marca 1902) in do upokojitve leta 1925 v Celju. V mlajših letih je objavil nekaj črtic v Koledarju Mohorjeve družbe (1903–1906) in Zvončku (1904–1910), pravi delokrog njegovega nadvse uspešnega izvenšolskega delovanja pa mu je bilo sadjarstvo. V Andražu je z velikim trudom in vztrajnostjo v 15 letih svojega tamkajšnega delovanja spremenil veliko neobdelanih površin v sadni vrt in s tem odprl prebivalstvu bogat vir dohodkov. S skromnimi sredstvi si je v Celju pod  Miklavževim hribom kupil malo posestvo, ga vzorno uredil in zasadil. Ko se je po 1. svetovni vojni ustanovilo Sadjarsko društvo, je bil od začetka član njegovega odbora. Kot sadjarski strokovnjak in temperamenten ter priljubljen ljudski govornik je imel številna poučna predavanja v mnogih krajih Spodnje Štajerske. Leta 1921 pričel pri strokovnem glasilu Slovenski sadjar, od leta 1923 dalje Sadjar in vrtnar objavljati strokovne članke. Napisal je brošuro Sadjarimo prav! Kmetskim sadjarjem v vzpodbudo (Maribor, 1931).